# Aprilie 2004
Acest articol este generat integral pe baza informațiilor din articolul 2004 și este actualizat periodic de un robot.
 Editările făcute în articol vor fi șterse la următoarea actualizare! Dacă doriți să faceți modificări, editați articolul-sursă.

ianuarie -
februarie -
martie -
aprilie -
mai -
iunie -
iulie -
august -
septembrie -
octombrie -
noiembrie -
decembrie
Aprilie 2004 a fost a patra lună a anului și a început într-o zi de joi.

## Evenimente
- 5 aprilie: Regina Elisabeta a II-a a Marii Britanii începe o vizită de stat în Franța pentru a celebra cea de-a 100-a aniversare a "înțelegerii prietenești".
- 9 aprilie: A fost răsturnată cea mai importantă statuie a fostului lider irakian, Saddam Hussein din centrul Bagdadului.
- 28 aprilie: CBS a difuzat fotografii în care erau surprinși soldați americani maltratând și umilind prizonieri irakieni din închisoarea d'Abou Ghraib, de lângă Bagdad. Imaginile datau din perioada octombrie-decembrie 2003.

## Decese
- 1 aprilie: Mîkola Rudenko, 83 ani, poet ucrainean (n. 1920)
- 2 aprilie: John Hadji Argyris, 90 ani, inginer german, membru de onoare al Academiei Române (n. 1913)
- 2 aprilie: Dionisie Giuchici, 66 ani, scriitor român (n. 1938)
- 2 aprilie: Ioan Victor Pica, 71 ani, poet român (n. 1933)
- 5 aprilie: Sławomir Rawicz, 88 ani, ofițer polonez (n. 1915)
- 9 aprilie: Florian Anastasiu, 75 ani, arheolog român (n. 1929)
- 9 aprilie: Jiří Weiss, 91 ani, scenarist și regizor de film, scriitor și pedagog ceh (n. 1913)
- 14 aprilie: Micheline Charest, 51 ani, producător canadian de televiziune (n. 1953)
- 16 aprilie: Jan Szczepański, 90 ani, sociolog polonez (n. 1913)
- 20 aprilie: Thomas G. Winner, 86 ani, eminent cercetator american  (n. 1917)
- 21 aprilie: Eduard Asadov, 80 ani, poet și prozator rus de origine armeană (n. 1923)
- 21 aprilie: Ernest Neumann, 87 ani, rabin evreu (n. 1917)
- 22 aprilie: Sunčana Škrinjarić, 72 ani, scriitoare, poetă și jurnalistă croată (n. 1931)
- 24 aprilie: Estée Lauder (n. Josephine Esther Mentzer), 95 ani, antreprenor american de cosmetice (n. 1906)
- 25 aprilie: Thom Gunn, 74 ani, scriitor britanic (n. 1929)
- 25 aprilie: Albert Paulsen, 78 ani, actor american de etnie ecuadoriană (n. 1925)
- 26 aprilie: Titus Mocanu, 80 ani, estetician român (n. 1923)
- 27 aprilie: Ion Dămăceanu, 89 ani, sculptor român (n. 1924)
- 28 aprilie: Ion Gonța, 50 ani, jurnalist din R. Moldova (n. 1953)
- 29 aprilie: Nick Joaquin (n. Nicomedes Márquez Joaquín), 86 ani, scriitor filipinez (n. 1917)
- 29 aprilie: Emil Klein, 48 ani, violonist român (n. 1955)